# Squarespace
Squarespaceは、ニューヨークに拠点を置くアメリカの民間企業である。ウェブサイト構築とホスティングサービスとしてソフトウェアを提供し、ユーザーは事前に構築されたテンプレートで要素をドラッグ&ドロップしてウェブページを作成する。
創業者のアンソニー・カサリナは、メリーランド大学在学中にブログホスティングサービスとしてSquarespaceを開発した。アンソニーは2004年に会社を設立し、2006年までに一人で100万ドルの収益を得る。会社は、2010年から2015年までに従業員が30名から550名に増加し、2014年までにベンチャーキャピタルで総額7,850万ドルを調達し、事業はeコマースツール、ドメインネームサービス、アナリティクスに加えてコーディングバックエンドをドラッグ&ドロップ機能に置き換えるなど拡大している。

## 歴史

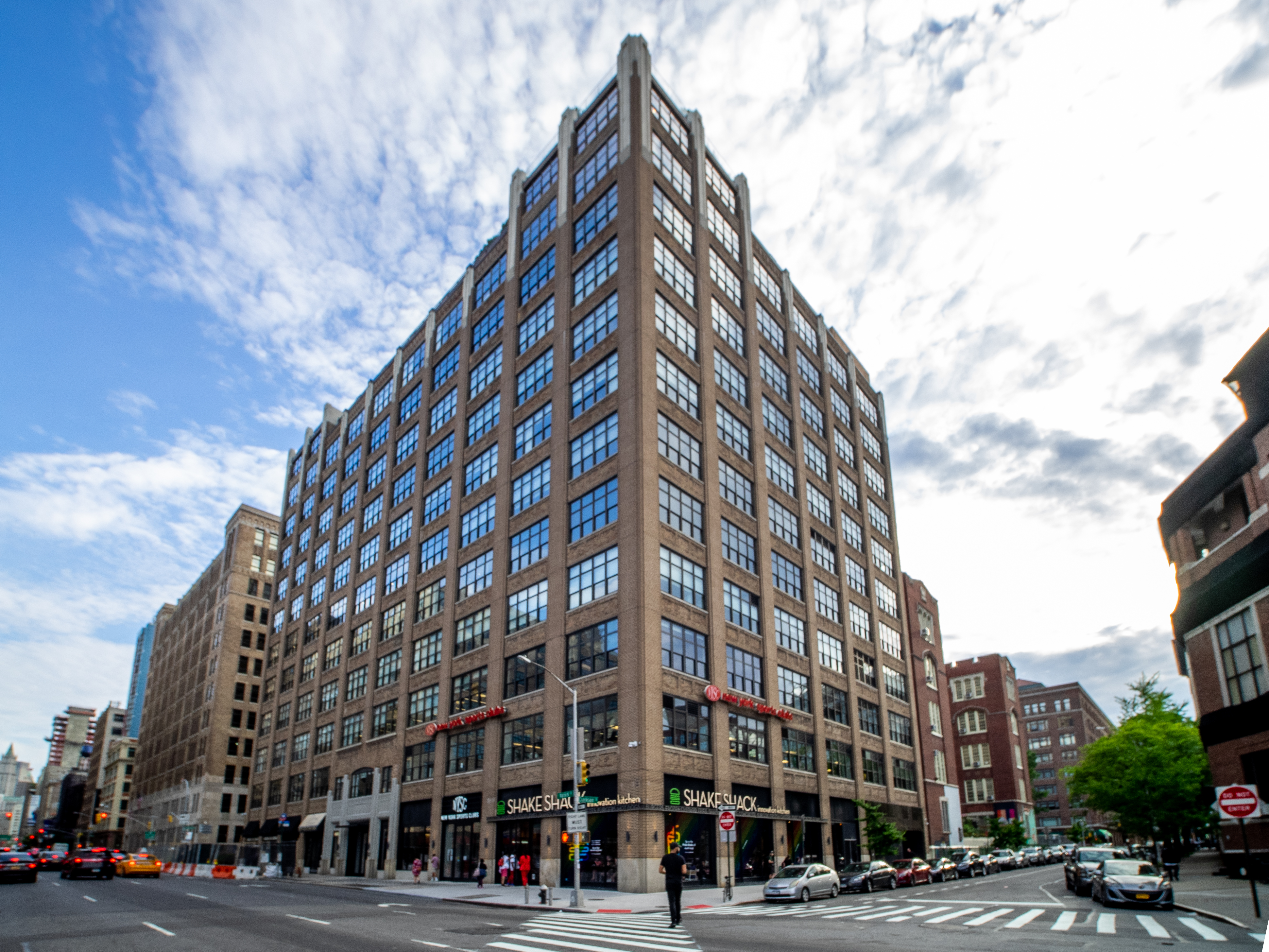
マンハッタンにあるスクエアスペースの本社

アンソニーはメリーランド大学在学中に、自分のためにSquarespaceの開発を始める。のちに友人や家族と共有し、大学の「ビジネスインキュベーター」プログラムで2004年1月にSquarespaceを公式に立ち上げ、父親から3万ドル、大学から助成金、300人のベータテスターから、それぞれ資金提供を受ける。当時はアンソニーが同社唯一の開発者兼従業員で、大学寮の自室で働いた。
アンソニーが2007年に卒業するまでに、Squarespaceは年間100万ドルの収益を上げる。彼はニューヨーク市へ転居して雇用を開始し、2010年までに30人の従業員を雇った。Squarespace社は、2020年にベンチャーキャピタルの資金調達の最初のラウンドで3,850万ドルを得ると、雇用を増員してソフトウェアの開発を続け、マーケティング予算を倍増する。2009年から2012年にかけて年間売上高は平均266%増加した。2014年4月に4,000万ドルの資金を得る。2015年に売上高1億ドル、従業員数550人となる。
Squarespace社は2014年、2015年、2016年、2017年、2018年にそれぞれスーパーボウルの広告スポットを購入し、2017年の広告はエミー賞を受賞する。2017年にニューヨーク・ニックスとスポンサー契約を締結してSquarespaceのロゴをユニフォームに追加した 。

Squarespace社は、2017年の「ユナイト・ザ・ライト・ラリー」に続いて58,000人の署名を集めた請願書を受け取り、人口統計グループに対する「偏見または憎悪」に対する利用規約に違反したとしてウェブサイトのグループを削除する。2017年に2億ドルを資金調達して価値を17億ドルに押し上げた。この資金は投資家からの利益を再取得するために割り当てた。
2018年にMadison Square Garden Companyと提携し、起業家4名にそれぞれ3万ドル合計12万ドルを授与する「Make It Awards」を立ち上げた。
2023年6月15日に、Googleからドメイン登録サービスGoogle Domainsを買収した。

## ソフトウェア
Squarespaceは、2016年に100万超のウェブサイトをホストしている。ユーザーは、事前に構築されたウェブサイトのテンプレートを使用してテキストや画像などの要素をドラッグ&ドロップして追加する 開発者は、ユーザーに販売されるカスタムテンプレートを作成し、画面上の指示でSEOやeコマースの設定などをユーザー支援する。
Squarespaceは当初、ブログを作成してホストするために構築された 。
2011年にSquarespace はバージョン6へアップグレードして新しいテンプレート、グリッドベースのユーザインタフェース、その他機能強化した。2013年に、クレジットカード決済会社Stripeと統合などeコマース機能を追加する。2014 年に公開されたバージョン7は、コーディングバックエンドをドラッグ&ドロップに置き換え、Google Apps for WorkやGetty Imagesと統合を追加し、モバイル版、開発者向けカスタムテンプレート機能、アイコンデザイナーのNoun Projectと提携したロゴ作成アプリなどを導入した。2016年に、ドメイン販売を開始してGoDaddyとより直接的に競合するし、アナリティクスダッシュボードとPayPal統合を追加する。